# Petr Král
Petr Král, (4. září 1941 Praha – 17. června 2020) byl český básník, prozaik, esejista a překladatel píšící česky a francouzsky.  

## Život
Petr Král, původním jménem Chrzanovský, v roce 1950 přijal příjmení Král po svém otčímovi. Pocházel z lékařské rodiny, po maturitě na jedenáctileté střední škole (1959) studoval dramaturgii na FAMU (1960–1965); v letech 1961–1963 studium nuceně přerušil a nastoupil vojenskou službu. Poté pracoval do srpna 1968 jako redaktor v nakladatelství Orbis, kde řídil filmovou edici (mj. řadu Filmy a tvůrci). Po sovětské invazi emigroval do Paříže; v roce 1984 pobýval v Québecu. Živil se v nejrůznějších zaměstnáních (pomocník v galerii, fotolaborant), mj. působil jako lektor v nakladatelství Gallimard, dále jako tlumočník, překladatel, scenárista a recenzent. Dva roky pokračoval ve studiích dějin a teorie filmu na univerzitě v Nanterre, v roce 1995 získal za své práce o filmu doktorát na Sorbonně. Později přednášel na pařížské Ecole de Hautes Etudes en Sciences sociales (1988–1991), hostoval na univerzitách v Paříži a Lyonu, rovněž na Masarykově univerzitě v Brně. Od léta 1990 do jara 1991 byl zaměstnán jako kulturní rada čs. velvyslanectví v Paříži. – Od roku 2006 žil znovu v Praze. Jeho manželkou byla básnířka a překladatelka Wanda Heinrichová (*1968).

### Básnické sbírky

#### Česky
- Prázdno světa (1986)
- Éra živých (autorský výbor s novými básněmi, 1989)
- P. S. čili Cesty do ráje (1990)
- Právo na šedivou (1991)
- Pocit předsálí v aixské kavárně (1991)
- Med zatáček čili Dovětek k dějinám (autorský výbor, 1992)
- Tyršovské přeháňky (1994)
- Soukromý život (1996)
- Staronový kontinent (1997)
- Chiméry a exil (1998)
- Pro anděla (2000)
- Masiv a trhliny (2004)
- Bar Příroda čili Budoucnost 5 km (2004)
- Přesuny (2005)
- Svědek stmívání (2006)
- Hm čili Míra omylu (2006)
- Den (2010)
- Přivítat pondělí (2013)
- Město je náš les (2014)
- Kolem vejce (2016)
- Uskutečňování (2018)
- Šíření (2019)
- Vzdálenosti (posmrtně, 2022)

#### Francouzsky
- & Cie (1979)
- Routes du Paradis (1981)
- Pour une Europe bleu (1985)
- Témoin des crépuscules (1989)
- Sentiment d’antichambre dans un café d’Aix (1991)
- Le Droit au gris (1995)
- Quoi? Quelque chose (1995)
- La Vie privée (1997)
- Le poids et le frisson (1999)
- Pour l’ange (2006)
- Hum ou Marge d'erreur (2007)
- Acceuillir le lundi (2016)
- Déploiement (2020)
- Distances (2021)

#### Ostatní jazyky
- Noţiuni de bazӑ (2011)
- Tutto sul crepuscolo (překlad Antonia Parenteho, 2014)

### Sebrané básně
- Sebrané básně I (2014)
- Sebrané básně II (2018)
- Sebrané básně III (posmrtně, 2020)
- Sebrané básně IV (posmrtně, 2022)

### Próza
Česky
- Pařížské sešity (1996)
- Praha (2000)
- Základní pojmy (2002)
- Arco a jiné prózy (2005)
- Zpráva o místech (2008)
- Medové kuželky (2011)
- Pařížské sešity (úplné vydání, 2013)
- Trompe-l’œil (soukromý tisk, 2014)
- Láska k Benátkám a chuť na Pordenone (2017)
- Desátý okres (posmrtně, 2021)

Francouzsky
- Prague (1987)
- Arsenal (1994)
- Le Dixième (1995)
- Aimer Venise (1999)
- Notions de base (2005)
- Enquête sur des lieux (2007)
- Vocabulaire (2008)
- Cahiers de Paris (2012)

Anglicky
- Working Knowledge (2010)
- Loving Venice (2011)
- In Search of the Essence of Place (2012)

Jiné jazyky
- Praha (japonské vydání, 2006)

### Esejistické knihy a studie
Česky
- Karel Teige a film (1966)
- Vlasta Burian (1969) (s Antonínem Králem)
- Voskovec a Werich čili Hvězdy klobouky (1993)
- Fotografie v surrealismu (1994)
- Groteska čili Morálka šlehačkového dortu (1998)
- Vlastizrady (mohutný soubor kritických statí a esejů, 2015)
- Konec imaginárna (eseje o krizi avantgardy a modernismu, 2017)
- Vynálezci nových omylů (texty o surrealismu a surrealistech, 2019)
- Hloubka záběrů - texty o filmu (posmrtně, 2022)

Francouzsky
- Christian Bouillé (1979)
- Le Burlesque ou Morale de la tarte à la creme (1983)
- Les Burlesques ou Parade des somnambules (1986)
- Fin de l’imaginaire (1993)

### Jiné (antologie, rozhovory, korespondence)
Česky
- Úniky a návraty (rozsáhlý biografický rozhovor, 2006), spoluautor Radim Kopáč

- Zaprášené jeviště (divadelní hra, 2010), spolu s Prokopem Voskovcem
- Místo hvězdy kominík: Korespondence a zápisy snů ze šedesátých let (posmrtně, 2021), korespondence a výměna snů s Karlem Šebkem
- Mávám tomu dopředu všemi svými klobouky (posmrtně, 2022), korespondence Ivanem Divišem

Francouzsky
- Le Surréalisme en Tchécoslovaquie (1983), antologie české surrealistické poezie; výběr, překlady a komentář
- La Poésie tchèque moderne (1990), antologie; výběr, překlady a komentář
- La Poésie tchèque en fin de siècle (1999), antologie; výběr, překlady a komentář
- Anthologie de la poésie tchèque contemporaine (2002), překlady a komentář
- Le cinéma des surréalistes tchèques (2002)

Jiné jazyky
- Rapporti di errore (2010), antologie mladé české poezie v italštině; výběr a komentář (překlady Antonia Parenteho)